# Stångebro (bro)

Stångebro är en bro över Stångån i Linköping. Det har också historiskt varit namnet på flera tidigare broar över Stångån. 

## Broarnas historia
Under förhistorisk tid fanns ett vadställe vid platsen som numera heter Nykvarn, där huvudvägen genom Östergötland passerade över Stångån. Senast under slutet av vikingatiden bör det ha funnits en riktig bro. Från bron fortsatte under medeltiden den gamla landsvägen fram till Stora torget i Linköping, sträckningen kallades Stånggatan (av den finns inga synliga spår kvar). På 1500-talet tillkom ytterligare en övergång vid platsen där Stångs magasin ligger. Den var förmodligen en mycket enkel konstruktion, kanske bara en spång. Den kallades Lilla Stångebro och den äldre bron kom att kallas Stora Stångebro.
Fram till 1600-talets mitt fortsatte Stora Stångebro att vara den viktigaste bron över Stångån, sedan byggdes en bro i förlängningen av Storgatan i Linköping. Bron var ursprungligen av trä. Den har byggts om flera gånger men finns kvar idag på samma plats. Den nya bron fick namnet Nya Stångebro och den äldre bron, den tidigare Stora Stångebro, kom följaktligen därefter att kallas Gamla Stångebro.
Gamla Stångebro förföll därefter och slutade användas. På 1760-tal beskrev Carl Fredric Broocman hur bara pålningar och stenkar syntes av bron. Även Gamla Stångebros läge kom med tiden att falla i glömska. Först 2014 kunde man genom arkeologiska undersökningar och studier av lantmäterikartor från 1700- och 1800-talen exakt fastställa brons ursprungliga läge. En ny bro vid Nykvarn byggdes 1773, eftersom Nya Stångebro då var i dåligt skick och behövde byggas om.